# Шистів
Шисті́в — село в Україні, в Зимнівській сільській територіальній громаді Володимирського району Волинської області.

## Сучасність
Населення становить 158 осіб. Кількість дворів (квартир) — 48. З них 3 нових (після 1991 р.).
В селі працює клуб. На захід від села знаходиться озеро Шистів.
Доступні такі телеканали: УТ-1, 1+1, Інтер, СТБ, Обласне телебачення. Радіомовлення здійснюють Радіо «Промінь», Радіо «Світязь», Радіо «Луцьк».
Село газифіковане. Дорога з твердим покриттям у задовільному стані. Наявне постійне транспортне сполучення з районним та обласним центрами.

## Географія
Село розташоване на лівому березі річки Луга.

## Історія
Актові (судові) книги зберегли інформацію про конфлікт, який відбувся 1567 р. між архімандритом Зимнівського монастиря Порфирієм та урядником того ж монастиря Авраамієм Янчинським. Постраждалий архімандрит скаржився до Володимирського ґродського суду на "справца монастыря", який взяв його скриню, де "меломь речей не мало". Видячи велику шкоду, яку йому завдали, позивач "уставши до дня рано, боячися, абы ми и самому чого не въбредилъ", взяв із собою челядь і поїхав до фільварку настоятеля храму, сповістивши його про конфлікт. Настоятель, "яко брат", відреагувавши на цю ситуацію, "взял з собою брата преора Городелского" і разом вони, як засвідчує потерпілий: "пришли до мене до Шистова до фолварку наведати". 
У 1906 році село Вербської волості Володимир-Волинського повіту Волинської губернії. Відстань від повітового міста 4 верст, від волості 12. Дворів 84, мешканців 247.
Під час Другої світової війни польською поліцією були забрані Ігор Ляшук (43 роки) та Пантелеймон Подзизей (33 роки). Подальша доля їх невідома.
У серпні 2015 року село увійшло до складу новоствореної Зимнівської сільської громади.
12 червня 2020 року, відповідно до розпорядження Кабінету Міністрів України № 708-р «Про визначення адміністративних центрів та затвердження територій територіальних громад Волинської області», увійшло до складу Зимнівської сільської територіальної громади.
19 липня 2020 року, в результаті адміністративно-територіальної реформи та ліквідації  Володимир-Волинського району(1940—2020), село увійшло до новоутвореного Володимир-Волинського району (від 18 липня 2022 Володимирського).

## Населення
Згідно з переписом УРСР 1989 року чисельність наявного населення села становила 143 особи, з яких 69 чоловіків та 74 жінки.
За переписом населення України 2001 року в селі мешкало 156 осіб.

### Мова
Розподіл населення за рідною мовою за даними перепису 2001 року:
| Мова       | Відсоток |
| ---------- | -------- |
| українська | 98,73 %  |
| білоруська | 0,63 %   |
| інші       | 0,64 %   |